# Pampatèrids
Els pampatèrids (Pampatheriidae) són una família de mamífers euteris de l'ordre Cingulata, emparentats amb els actuals armadillos.
Els pampatèrids eren grans armadillos relacionats amb els gliptodòntids (molt més grossos i cuirassats). Evolucionaren a Sud-amèrica durant el seu llarg aïllament del Cenozoic. Holmesina colonitzà Nord-amèrica després de la formació de l'istme de Panamà. Finalment, els pampatèrids desaparegueren d'ambdós subcontinents al final de Plistocè.

## Taxonomia
La família dels pampatèrids inclou els següents gèneres:
- Holmesina †
- Kraglievichia †
- Machlydotherium †
- Pampatherium †
- Plaina †
- Scirrotherium †
- Vassallia †